# Scrotochloa
Genre
Scrotochloa est un genre de plantes monocotylédones de la famille des Poaceae (graminées), sous-famille des Pharoideae, originaire des régions tropicales d'Asie et d'Australasie. 
C'est, avec Leptaspis et Pharus , l'un des trois genres rattachés à la tribu des Phareae.
Ce sont des plantes herbacées vivaces, à port dressé ou décombant, dont les tiges peuvent avoir de 20 à 50 cm de long. L'inflorescence est une panicule, composée d'épillets unisexués, mâles ou femelles (plante monoïque).

## Liste d'espèces
Selon World Checklist of Selected Plant Families (WCSP) (21 septembre 2016) :
- Scrotochloa tararaensis (Jansen) Judz. (1984)
- Scrotochloa urceolata (Roxb.) Judz. (1984)